# 大衛·喬利
大衛·喬利（英語：David Jolly；1972年10月31日—）是美国的一位政治人物和律師。2014年至2017年，他是佛羅里達州第13選舉區選出的美國眾議院議員，當時代表共和黨。喬利在2014年1月的補選中首次當選眾議院議員，同年11月再贏得兩年的完整任期，直至2016年連任失利而卸任。